# Stein AR
| AR ist das Kürzel für den Kanton Appenzell Ausserrhoden in der Schweiz. Es wird verwendet, um Verwechslungen mit anderen Einträgen des Namens Stein zu vermeiden. |

Stein ist eine politische Gemeinde und eine Ortschaft im Hinterland des Kantons Appenzell Ausserrhoden in der Schweiz. Sie umfasst das gleichnamige Dorf sowie zahlreiche Weiler und Einzelhöfe. Stein wurde 1749 selbständig und ist damit die jüngste Gemeinde in Appenzell Ausserrhoden.

## Geographie

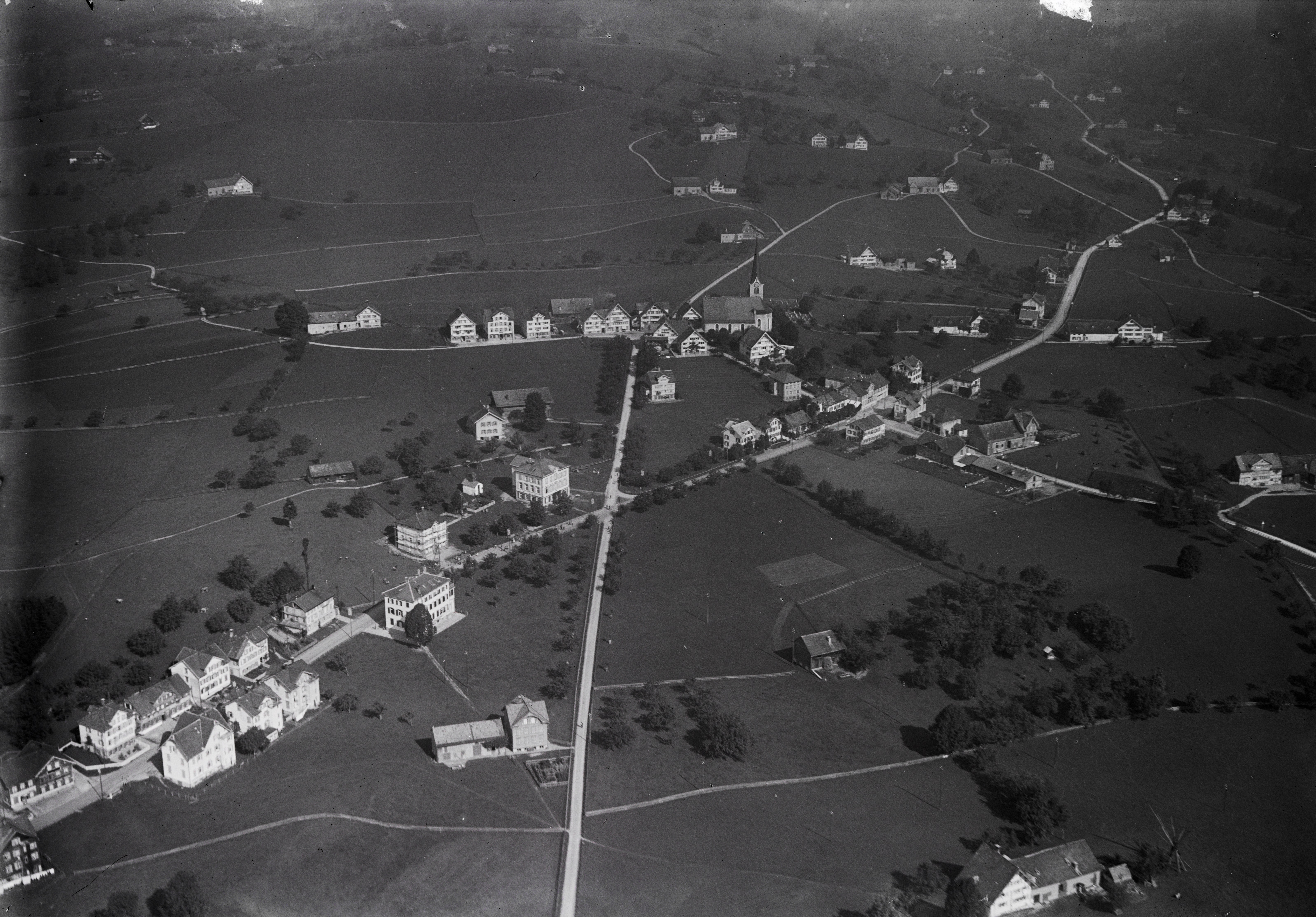
Luftbild von Walter Mittelholzer, 1923

Die Gemeinde liegt auf einer Anhöhe zwischen den Flüssen Urnäsch im Westen und Sitter im Osten. Nachbargemeinden sind St. Gallen, Teufen, Schlatt-Haslen (AI), Hundwil und Herisau. Stein liegt auf einer Höhe von 593 m ü. M. (beim Sitterviadukt) bis 868 m (im Högg). Kommt man von Teufen her, ist Stein die erste Gemeinde im Appenzeller Hinterland. Sie hat eine Gesamtfläche von 933 Hektaren. Davon sind 84 Hektaren bewohnte, 617 Hektaren landwirtschaftliche und 215 Hektaren bestockte Flächen, also Wälder und Gehölze. Die restlichen 17 Hektaren gelten als unproduktive Flächen.

## Geschichte
Stein erhielt seinen Namen nach dem Flurbezirk Auf Stein , wo der ursprüngliche Kirchenbau geplant war. Im Haus Burg (Sonder 238) sind Mauerreste erhalten, die wohl von einem Wohnturm aus dem 13. und 14. Jahrhundert für klösterliche Dienstmannen des Amts Hundwil stammen. Das Haus Burg war der Wohnsitz des Landammanns Ulrich Waibel, der von 1452 bis 1454 sein Amt versah. Als Untere oder Horgenbühler Rhode war Stein bis 1749 Teil der Rhode und Kirchhöri Hundwil, hatte aber seit den Appenzellerkriegen (1401–1429) eigene politische Behörden. Anstelle der geplanten Kirchenerweiterung in Hundwil erfolgte 1749 trotz heftiger Proteste der Oberen Rhode die Abspaltung der Unteren Rhode, nun Stein genannt, verbunden mit dem Bau einer neuen Kirche und der Trennung der gemeinsamen Güter. Nach der Trennung teilten sich die beiden Rhoden noch das Rathaus, das in Hundwil erbaut worden war.

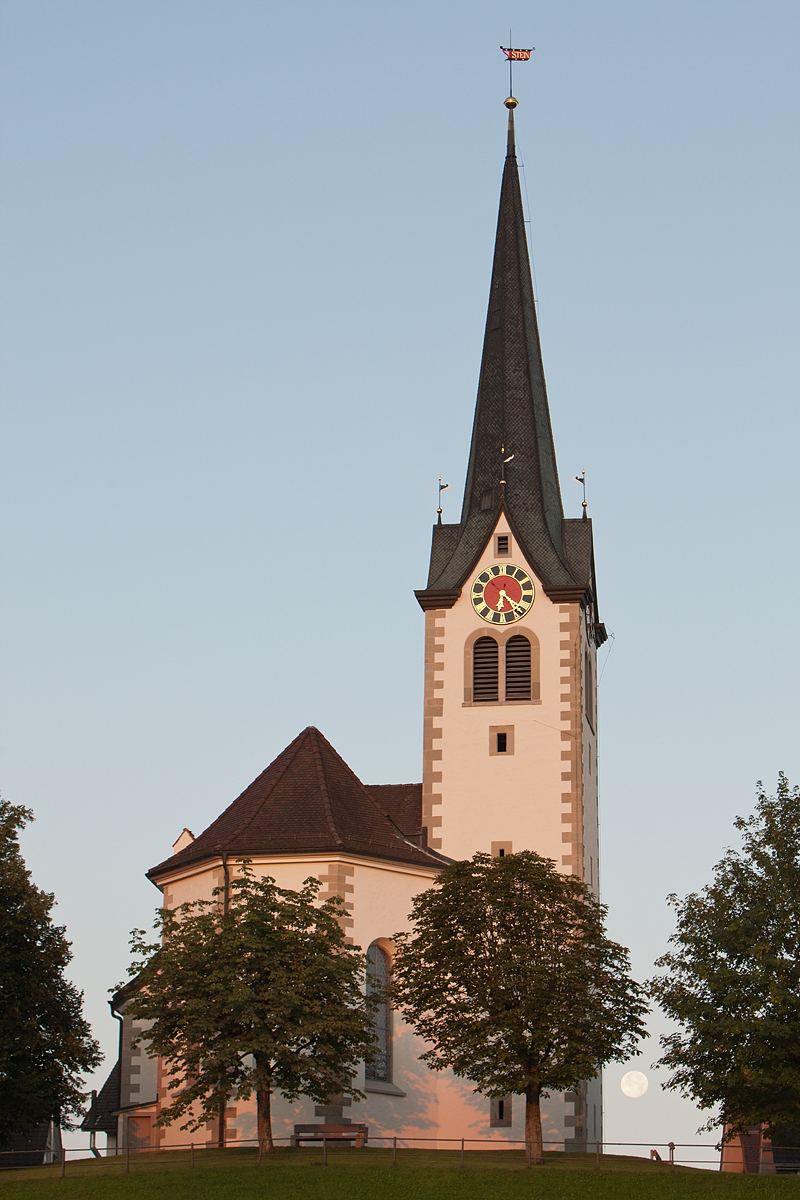
Reformierte Kirche

In der Diskussion um den Standort des Gotteshauses wurde zunächst der Weiler «Reute» ausgewählt. Dieser Standort wurde aber von der Landesregierung nicht genehmigt, da bereits eine andere ausserrhodische Gemeinde den Namen «Reute» trägt. Es kam nun der benachbarte Weiler «Auf Stein» ins Spiel. Doch auch dieser Standort erwies sich als nicht geeignet, und zwar wegen Wassermangels. Der heutige Standort der reformierten Kirche liegt 500 Meter weiter nördlich – ein gusseiserner, zweistrahliger Brunnen erinnert noch heute daran.
Der Ortsname «Stein» setzte sich durch, und das Baujahr der Kirche (1749) wird als Gründungsjahr der neuen Gemeinde festgesetzt. Um die neue Kirche bildete sich noch im 18. Jahrhundert ein kleiner Dorfkern. Zuvor waren die Bauernhäuser hier ungleichmässig verteilt gewesen. Nach dem Teilungsbeschluss war geregelt, dass jeder Bürger selbst entscheiden konnte, ob er zu Stein oder zu Hundwil pfarrgenössig sein wollte. Diese Regel wurde bald wieder abgeschafft. Ebenso wurde in der Mitte des 19. Jahrhunderts die Grenze neu gezogen, da sie nach dem Teilungsbeschluss nur sehr vage beschrieben war. Das offizielle Siegel verblieb bis um 1835 in Hundwil.
Die in der zweiten Hälfte des 18. Jahrhunderts einsetzende dynamische Entwicklung der Gemeinde Stein wurde durch das im ganzen Kanton betriebene und in vorindustrieller Zeit erstmals über die Massen florierende Textilgewerbe ermöglicht. Flachsanbau ist seit dem 16. Jahrhundert an bezeugt. Die Weberei ergänzte ab dem 17. Jahrhundert zunehmend die traditionelle Vieh- und Milchwirtschaft. Im letzten Drittel des 19. Jahrhunderts kam die Stickerei hinzu. Versuche mit Seidenweberei und Seidenraupenzucht gab es im frühen 19. Jahrhundert. Eine Stickereifabrik wurde ca. 1870 eröffnet. Sie stellte später auf Plattstichweberei um und beschäftigte 1930 noch 450 Heimweber. Ferner bestand von 1674 bis etwa 1890 im Kubel an der Urnäsch eine Korn- und Papiermühle. Eine Brauerei existierte von ungefähr 1860 bis 1910. Daneben blühten bis 1945 Handwerk und Gewerbe. Die Milchwirtschaft blieb stets von grosser Bedeutung. Stein war bis um 1940 neben Hundwil eine Hochburg des appenzellischen Käse- und Butterhandels. Aufgrund der Wegverbindungen sowohl zu den Alpen im Hinterland als auch nach St. Gallen waren in Stein besonders viele Grempler ansässig. Diese holten mit Packpferden Butter, Käse und Molke auf den Alpen ab und transportierten sie zum Verkauf in die Stadt und bis in den Bodenseeraum.
Der Tourismus setzte im frühen 19. Jahrhundert im Bad Störgel ein und nahm ab 1898 infolge der Gründung eines Verkehrsvereins zu. In Stein herrschte ein ländlicher Tourismus.
Von 1950 bis 1980 entwickelte sich Stein – auch wegen der Anlage von neuen Wohnquartieren – von einer Arbeits- zu einer Wohngemeinde, der ersten im Hinterland. Diese Entwicklung mit vielen Wegpendlern setzte sich bis ins 21. Jahrhundert fort. Ab dem späten 20. Jahrhundert intensivierte die Gemeinde die Zusammenarbeit mit den Nachbargemeinden zur Erfüllung gewisser Aufgaben – z. B. Wasserversorgung und Abwasserentsorgung, Oberstufe, Grundbuchamt. 2005 stellte der erste Wirtschaftssektor gut 31 % und der zweite gut 20 % der Arbeitsplätze in der Gemeinde. Das Grundbuchamt führen Teufen, Bühler und Stein gemeinsam.

### Bevölkerungsentwicklung
| Bevölkerungsentwicklung | Bevölkerungsentwicklung | Bevölkerungsentwicklung | Bevölkerungsentwicklung | Bevölkerungsentwicklung | Bevölkerungsentwicklung | Bevölkerungsentwicklung | Bevölkerungsentwicklung | Bevölkerungsentwicklung | Bevölkerungsentwicklung | Bevölkerungsentwicklung | Bevölkerungsentwicklung | Bevölkerungsentwicklung | Bevölkerungsentwicklung | Bevölkerungsentwicklung | Bevölkerungsentwicklung | Bevölkerungsentwicklung | Bevölkerungsentwicklung |
| ----------------------- | ----------------------- | ----------------------- | ----------------------- | ----------------------- | ----------------------- | ----------------------- | ----------------------- | ----------------------- | ----------------------- | ----------------------- | ----------------------- | ----------------------- | ----------------------- | ----------------------- | ----------------------- | ----------------------- | ----------------------- |
| Jahr                    | 1794                    | 1818                    | 1850                    | 1870                    | 1888                    | 1900                    | 1920                    | 1950                    | 1970                    | 1980                    | 1990                    | 2000                    | 2005                    | 2010                    | 2015                    | 2018                    | 2022                    |
| Einwohner               | 1777                    | 1367                    | 1666                    | 1705                    | 1957                    | 1787                    | 1672                    | 1306                    | 1101                    | 1198                    | 1314                    | 1355                    | 1330                    | 1359                    | 1406                    | 1429                    | 1437                    |

## Politik
Seit 2022 ist Petra Hanel Sturzenegger Gemeindepräsidentin der Gemeinde Stein. Stein verfügt über einen neunköpfigen Gemeinderat, der unter der Leitung der Gemeindepräsidentin steht. Der Rat wird für eine vierjährige Amtszeit von den Stimmbürgerinnen und Stimmbürgern im Majorzverfahren bestimmt. Der Gemeinderat ist ein politisches Organ der Exekutive und kümmert sich im Rahmen seiner Kompetenzen um die laufenden Geschäfte der Gemeinde. Es gibt auf Gemeindeebene keine begrenzte Anzahl Amtszeiten. Die aktuelle Zusammensetzung des Gemeinderats ist auf der Webseite der Gemeinde abrufbar.
Aufgrund der Einwohnerzahl darf Stein zwei Personen im Kantonsrat in Herisau stellen, der die Legislative des Kantons bildet. Die Personen werden im Majorzverfahren von den Stimmbürgerinnen und Stimmbürgern für eine Amtszeit von vier Jahren bestimmt. Die Kantonsrätinnen und Kantonsräte vertreten die Interessen der Gemeinde auf kantonaler Ebene. Die aktuellen Vertretungen aller Gemeinden sind auf der Webseite des Kantonsrats verzeichnet.

## Wirtschaft

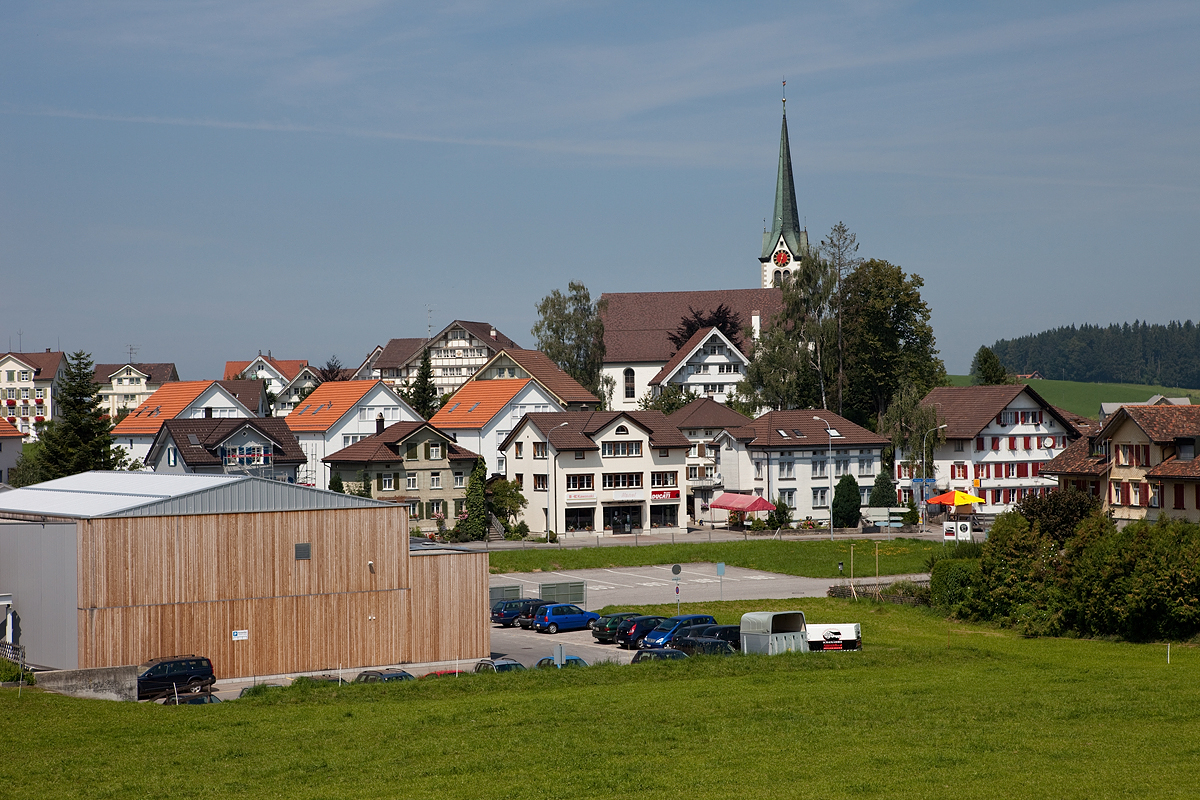
Die Schaukäserei (vorne links) und das Dorf

Die Wirtschaftsstruktur von Stein galt wegen ihrer Diversifikation mit Landwirtschaft, Textilindustrie und einem vielfältigen Gewerbe lange als krisensicher. Ab dem 19. Jahrhundert kam der Tourismus dazu. Durch die im Jahr 1978 eröffnete Schaukäserei nahm der Tagestourismus Aufschwung. Bereits im ersten Jahr besuchten über 300'000 Menschen die Schaukäserei. Seit der Eröffnung bis ins Jahr 2021 besichtigten über acht Millionen Menschen die Käserei. Im Jahr 1987 eröffnete zudem das Appenzeller Volkskunde-Museum seine Türen. Es zeigt Ausstellungen zur bäuerlich-sennischen Kultur und zur Textilindustrie des Appenzellerlands.
2022 gibt es über 50 verschiedene eingetragene Unternehmen in der Gemeinde Stein und einen Dorfladen mit einer Post-Filiale.

### Medien
Ab 1999 erschien jeweils sechsmal pro Jahr die Dorfzeitung «Steinzeit». Sie wurde 2024 eingestellt.

### Bildung
Seit der Trennung von Hundwil wurde in Stein unterrichtet. Die erste Schule wurde 1750 gegründet. Erst ab 1830 wurden die Lehrer in Lehrerbildungsstätten ausgebildet. Unterrichtet wurde entweder im Pfarrhaus oder im Haus des Lehrers. Die Eltern der Schüler mussten dem Lehrer einen wöchentlichen Lohn bezahlen. Sehr arme Kinder konnten die Schule nicht besuchen, da sie in der eigenen Familie mithelfen mussten. 1837 erfolgte die Gründung einer Freischule. 1839 wurde das Schulhaus «Langenegg» erbaut, da die Pfarrhäuser für die Anzahl Schüler zu klein geworden waren. Die Entlöhnung des Lehrers wurde nun von der Gemeinde übernommen. 1888 wurde die Schule im Dorfbezirk in Unterschule (1. bis 3. Klasse) und in Oberschule (4. bis 8. Klasse) unterteilt. 1901 fand der Unterricht zum ersten Mal an der neuen Realschule (heute Sekundarschule) statt. Nach dem Bau des Dorfschulhauses 1966 und 1967 wurden die Aussenschulen «Langenegg» und «Berg» aufgelöst.
1971 wurde der erste öffentliche Kindergarten in der Gemeinde eingerichtet. Zuvor war der Kindergarten auf privater Basis geführt worden. Heute befinden sich in Stein zwei Kindergärten, eine Primarschule und eine Sekundarschule unmittelbar im Dorfzentrum. Im Schuljahr 2021/22 werden ungefähr 200 Kinder unterrichtet. In die Sekundarschule kommen auch Schülerinnen und Schüler aus der Nachbargemeinde Hundwil. Das kantonale Gymnasium hingegen muss in Trogen besucht werden.
In Stein gibt es eine ausserschulische Kinderbetreuung, sie wird von der KiBe Herisau geführt. Sie ist im Altersheim Casa Solaris untergebracht.

### Öffentliche Einrichtungen
Am 19. Mai 1811 wurde die Liegenschaft «unter dem Bühl» erworben und zum Armenhaus bestimmt. Die Leute, die dort untergekommen waren, mussten in der Landwirtschaft mithelfen oder im Webkeller arbeiten. 1990 wurde das Armenhaus zu einem Altersheim umfunktioniert. Bis Ende 2018 betrieb die Gemeinde das Altersheim. Ein Neubauprojekt für ein Altersheim mit einer Genossenschaftslösung scheiterte aber an der Finanzierung. Die Gemeinde stellte die Schliessung in Aussicht. Ab 2019 übernahm dann die Casa Solaris AG das Altersheim Büel und errichtete in der Folge einen Neubau im Paradiesli. Seit 2021 bestehen dort Pflegeplätze und Alterswohnungen. Nach dem Umzug der Senioren ins Paradiesli stand das Haus Büel einige Zeit leer, bis im Jahr 2022 Geflüchtete aus der Ukraine es bezogen.

### Institutionen
Die 1945 in Zürich gegründete Psychosophische Gesellschaft baute ab den 1940er-Jahren im Haus Rose in Stein die Abtei Thelema auf. Kopf der Gesellschaft war Hermann Metzger (1919–1990), zu seinen Jüngerinnen gehörten Rösli Metzger, Anita Borgert, Anna Werder-Binder und Annemarie Aeschbach. Der Orden hatte zum Ziel, alte Weisheitslehren zu erforschen und dem Leben einen neuen Sinn zu geben. Zur Abtei in Stein gehörten eine Kapelle, ein Labor, eine Wetterstation, eine Bibliothek und eine Druckerei. Man betrieb biologische Landwirtschaft und eine Bienenzucht. In Stein fanden Treffen von Okkultisten aus ganz Europa statt. Da sich die Abtei auch auf die Lehren von Aleister Crowley (1875–1947) berief, geriet sie nach Ritualmorden in den USA 1969 in die Schlagzeilen und löste sich nach 1977 allmählich auf. Das Archiv und die Bibliothek der Psychosophischen Gesellschaft befinden sich in der Kantonsbibliothek Appenzell Ausserrhoden. Darunter befindet sich auch Material zum Vampir-Stummfilm «Nosferatu – Eine Symphonie des Grauens».
Ab 1981 betrieb der WWF im Haus Rose ein Oekozentrum mit einem vielfältigen Angebot einerseits von Kursen zu Ökologie, andererseits mit kulturellen Veranstaltungen. An den Sommerunivers(al)itäten nahmen jeweils bekannte Künstlerinnen und Künstler teil. In der «Rose» wurde gewirtet. Die Liegenschaft gehörte jedoch immer noch Annemarie Aeschbach, die sie 1961 für die Psychosophische Gesellschaft erworben hatte. Ein Umbau und eine Erneuerung der «Rose» war deshalb nicht möglich, sodass der WWF 1989 das Oekozentrum schloss.

### Verkehr

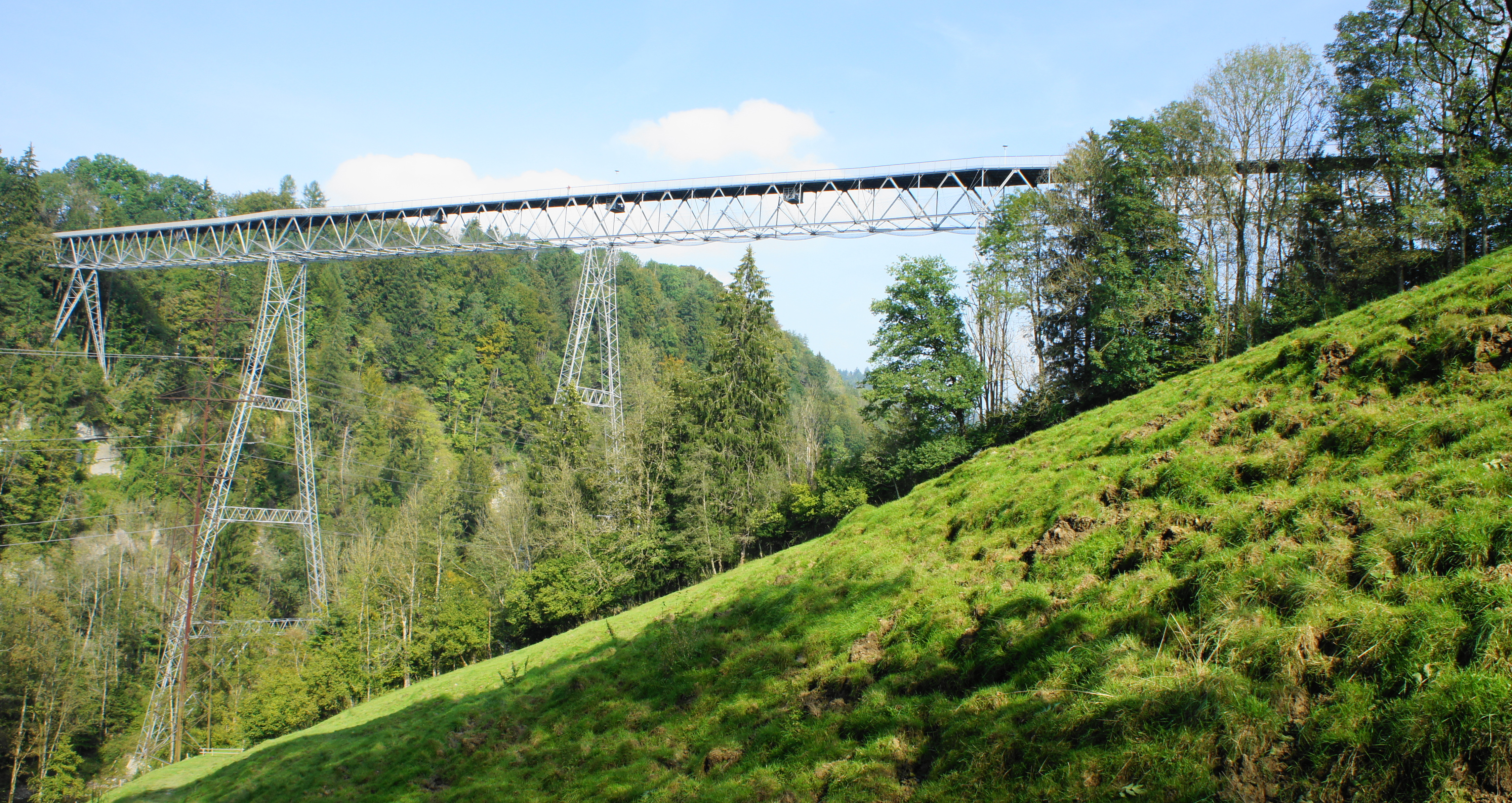
Die Haggenbrücke ist der höchste Fussgängersteg Europas

Die Lage der Gemeinde zwischen den tief eingeschnittenen Tälern von Urnäsch und Sitter brachte es mit sich, dass die alten Wegverbindungen beschwerlich waren: durch das Rachentobel nach Hundwil, über Zweibrücken nach St. Gallen Haggen oder Teufen, über die Kubelbrücke nach St. Gallen Bruggen. Im Zuge des Baus der Mittellandstrasse wurde 1860 eine Eisengitterbrücke über das Gmündertobel erstellt. Diese alte Brücke wurde 1908 durch eine Betonbrücke ersetzt. Die Brücke ist rund 70 Meter hoch und hat eine Spannweite von 79,6 Metern; sie galt als Pionierwerk im Eisenbetonbau. Eine bessere Verbindung nach St. Gallen brachte der Bau der Haggenbrücke 1936/37. Die Stahlkonstruktion ist 355 Meter lang und hat eine Scheitelhöhe von 98 Metern. Bei der Einweihung soll sie in Schwingung geraten sein und wird deshalb bis heute auch «Ganggelibrogg» genannt. Sie wurde nie für Autos zugelassen.
Stein liegt an der Postauto-Linie Herisau–Waldstatt–Hundwil–Stein–Lustmühle–St. Gallen.

## Kultur und Freizeit
Seit 1989 verfügt Stein über ein Mehrzweckgebäude. Der Holzbau der Architekten Peter und Jörg Quarella (St. Gallen) dient als Turnhalle für die Schule und wird für Kultur- und Vereinsanlässe genutzt.

### Museum

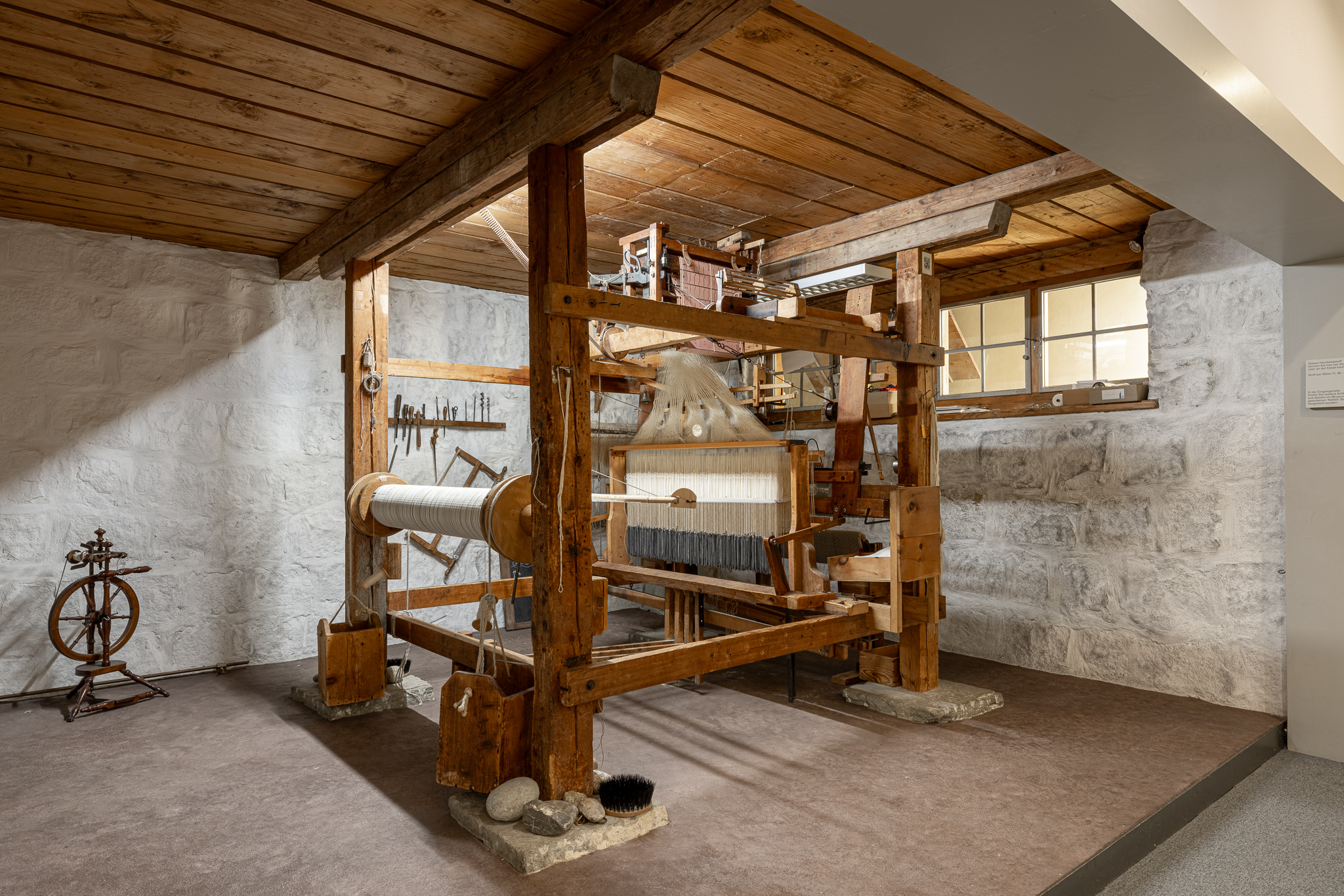
Plattstich-Webstuhl im Appenzeller Volkskunde-Museum

1987 wurde in Stein das Appenzeller Volkskunde-Museum in einem neu erbauten Gebäude unmittelbar neben der Schaukäserei eröffnet. Schwerpunkte sind die Appenzeller Sennenkultur, die Möbel- und Bauernmalerei sowie die Textilindustrie. Die Webstühle und Stickmaschinen sind noch regelmässig für Vorführungeni in Betrieb. Das Museum ist der Haupt-Ausstellungsort der Stiftung für appenzellische Volkskunde, die appenzellische Kulturgüter sammelt und erforscht. Zusätzlich zur Dauerausstellung richtet das Museum wechselnde Sonderausstellungen zu kulturhistorischen Themen ein.

### Kunst
Als appenzellischer Volkskünstler ist Johannes Müller, der 1897 in Stein verstorben ist, von regionaler Ausstrahlung. Er besass eine Uhrmacherwerkstatt und war Bauernmaler. Müller wird in der Dorfchronik als «Begründer der Senntumsmalerei» bezeichnet.

### Musik
Die Musikgesellschaft Stein wurde 1873 mit fünf aktiven Mitgliedern gegründet. Während der ersten 25 Jahre wurde der Verein insgesamt viermal aufgelöst und dann mit den fast identischen Männern wieder neu gegründet. Schon früh spielte die Musikgesellschaft Stein an Abendunterhaltungen ausschliesslich Unterhaltungsmusik. Die heutige Brass-Band gibt regelmässig Konzerte und nimmt an Musikfesten teil. Seit 2010 gibt es eine Jugendband, die unter dem Namen «Stonies» gelegentlich auftritt.
Das Schötze-Chörli existiert seit 1967 und pflegt den traditionellen Gesang mit Zäuerli, Heimatliedern und Jodelliedern. Das Chörli hat mehrere CDs aufgenommen und unternimmt auch Konzertreisen ins Ausland. Der Nachwuchs singt im Buebechörli, das 1978 gegründet wurde und heute etwa 25 Mitglieder zählt.

### Bauwerke

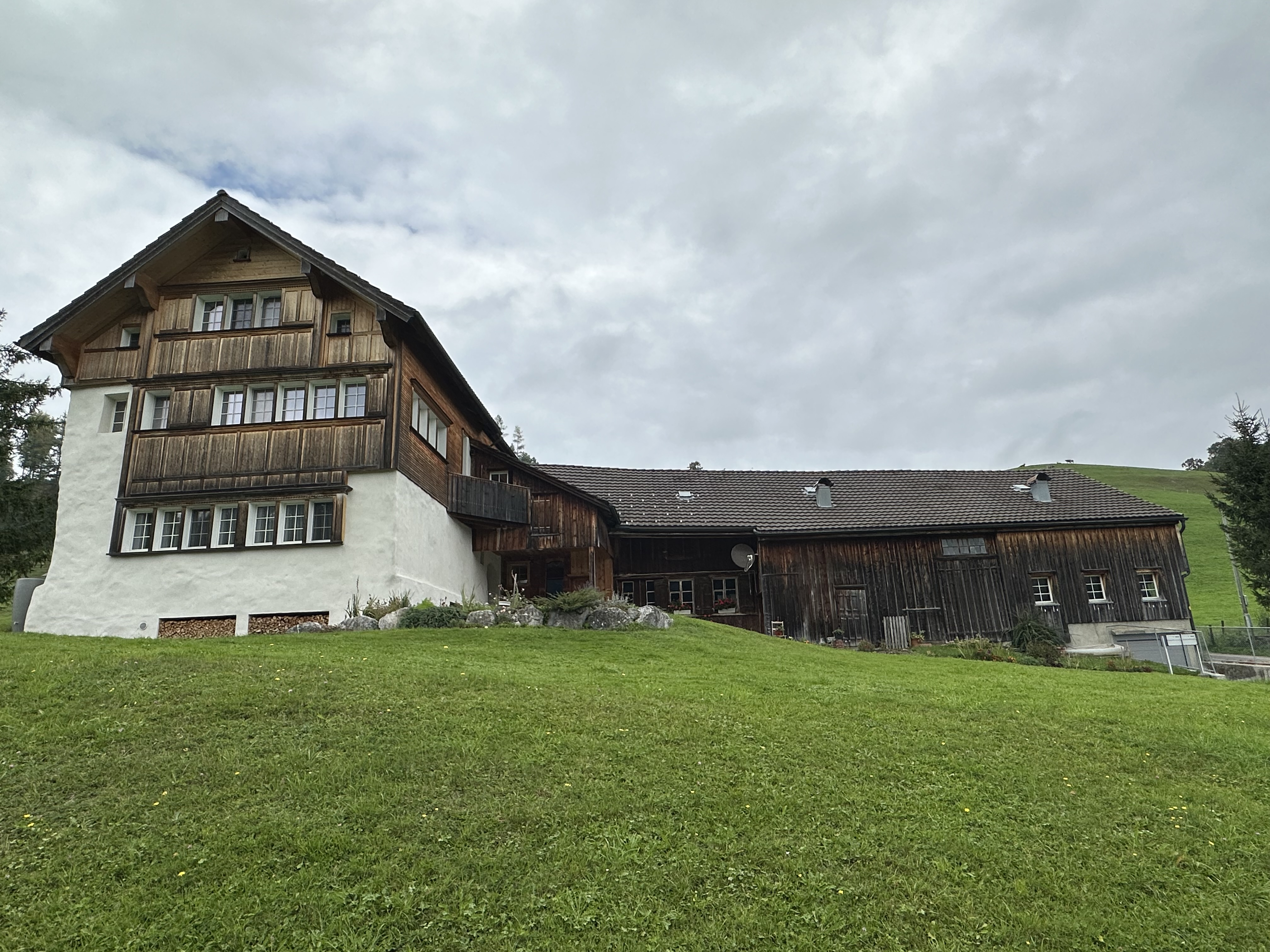
Die Burg im Sonder

- Dorfkern aus dem 18. Jahrhundert mit Kirche von Jakob und Hans Ulrich Grubenmann. Die Kirche wurde 1749 am nordöstlichen Ende des Dorfkerns auf einer Gländewelle erbaut, so dass sie sich aus dem Dorf heraushebt. Es ist ein verputzter Bau mit einem Satteldach, einem schlanken, hohen Turm und einem gedeckten Portal zum Dorfplatz hin. Der Innenraum ist klar in Schiff und Chor geteilt, betont durch die ionischen Pfeiler am Übergang. Die Decke ist mit klassizistischen Stuckaturen von Gebhard Moosbrugger verziert.[6] In der Kirche barocker Abendmahlskelch vom Goldschmied «TS» in Herisau
- Die «Burg» im Sonder wurde im 13./14. Jahrhundert als Amtsturm für die Edlen von Hundwil erbaut und mit Wällen und Gräben gesichert, die erst um 1800 abgetragen wurde. Die «Burg» wurde 2013 saniert und zu einem Wohnhaus umgebaut.[30] Sie steht unter Kulturgüterschutz.
- Zwischen dem Weiler Störgel und dem St. Galler Ortsteil Haggen liegt die Haggenbrücke, der mit 99 Metern höchste Fussgängersteg Europas (erbaut 1937). Das «Ganggelibrogg» (wackelige Brücke) genannte Bauwerk wurde 2009/2010 renoviert und ist seither mit Netzen gegen Suizid gesichert.
- Gedeckte Holzbrücke (Kubelbrücke) über die Urnäsch im Weiler Kubel. Sie wurde 1780 erbaut und gilt als letzte Brücke von Hans Ulrich Grubenmann. Sie wurde 2017 restauriert.[31]
- Gedeckte Holzbrücke (Äbtebrücke) über den Fluss Sitter im Weiler Kubel, erbaut vom Kloster St. Gallen.
- Gedeckte Holzbrücken (Hüslibrücken) über die Sitter und den Wattbach unterhalb der «Ganggelibrogg» im Weiler Blatten/Zweibruggen.

### Sport und Freizeit
Die Hügellandschaft in und um Stein ist ein Wandergebiet. Da die Gemeinde sich als «Perle im Appenzellerland» bezeichnet, lancierte sie einen «Perlenweg». Auf diesem kann das Dorf erkundet werden.
1865 wurde der Turnverein Stein gegründet, und im Jahr 1942 der Damenturnverein. Die beiden existieren bis heute. 2022 hat Stein neun verschiedene Turnriegen, sodass sich alle Altersklassen sportlich betätigen können.
In Stein gibt es einen 300-Meter-Schiessstand und einen Schützenverein, der unter dem Namen Schützenverein Stein-Hundwil eingetragen ist. Die Mitgliedschaft ist ab dem 10. Lebensjahr möglich. Die Hinterländer Gemeinde hat auch einen Armbrustschützenverein. Dieser darf sich «ältester Armbrustschützenverein der Schweiz» nennen, da er bereits 1867 etabliert worden ist. Zu Beginn betrug die Schussdistanz knappe 15 Meter. Heute kommen die besten Schützen der Welt 80 Meter weit.

### Brauchtum
In Stein sind mehrere alte Traditionen, die für das Appenzeller Hinterland charakteristisch sind, erhalten geblieben. Eine dieser Traditionen ist das Silvesterchlausen. Der Brauch heidnischen Ursprungs besagt, dass die altertümlichen Gestalten das Böse vertreiben sollen. Die Chläuse werden in drei verschiedene Typen unterteilt: «Schöne», «Schö-Wüeschte» und «Wüeschte». Die Letztgenannten tragen Gewänder («Groscht»), die mit Reisig, Laub und Stroh bedeckt sind. Die «Schöne» tragen edel verzierte Samttrachten und Hauben, die selbstgeschnitzte Alltagsszenen darstellen. Die «Schö-Wüeschte» sind wie die «Wüeschte» in Naturmaterialien gekleidet, wobei diese aber sorgfältig drapiert sind. In Gruppen – sogenannten «Schuppeln» – ziehen die Chläuse von Hof zu Hof, schwenken ihre Schellen, singen ein «Zäuerli» und wünschen ein gutes Jahr.
Eine weitere lebendige Tradition ist das Bloch. Die Waldarbeiter ziehen eine Tanne durch die Nachbardörfer und versteigern anschliessend den Baumstamm nach der Rückkehr. Die Kränze und Blumen als Verzierung repräsentieren die guten Geister. Das erste Bloch in Stein fand laut Ratsprotokoll im Jahr 1915 statt. Ein Bloch beansprucht 45 bis 49 Teilnehmer. Für den Brauch werden 300 Schweinsblasen für die «Bloteri» bestellt. Die Schweinsblasen werden mit einer Schnur an einem Haselnussstecken befestigt und werden dann auf den Rücken der Zuschauer geschlagen. Der Brauch wird von Knaben organisiert und durchgeführt.
Die Viehausstellung und der damit verbundene Jahrmarkt haben in der Gemeinde Stein einen festen Platz. Bereits 1871 wurde beschlossen, dass jedes Jahr im Herbst ein Jahrmarkt stattfinden solle. Bald kam die Idee auf, eine Viehschau in die Veranstaltung mit einzubauen. An der Viehschau werden die schönste Kuh und der schönste Stier ausgewählt und prämiert.

## Persönlichkeiten
- Otto P. Clavadetscher (1919–2015), Historiker, Gymnasiallehrer und Jurist
- Simon Ehammer (* 2002), Zehnkämpfer
- Johann Konrad Enz (1752–1806), Kaufmann und Textilunternehmer
- Hermann Kündig (1905–1998), Gemeinderat, Kantonsrat und Regierungsrat
- Willi Karl Künzler-Zöllig (1930–2017), Antikschreiner und Maler[37]
- Jakob Müller (1878–1949), Landwirt und Politiker
- Johann Martin Müller (1819–1892), Redaktor, Lehrer und Politiker
- Johannes Müller (1806–1897), Bauernmaler
- Walter Saxer (1896–1974), Mathematiker
- Alfred Stricker-Sturzenegger (1929–2019), Gemeinderat, Kantonsrat und Regierungsrat[38]
- Alfred Stricker (* 1960), Politiker
- Jakob Stricker (1898–1965), Politiker
- Gottlieb Suhner (1842–1918), Unternehmer
- Titus Tobler (1806–1877), Arzt, Dialektforscher und Palästinaforscher

## Bilder

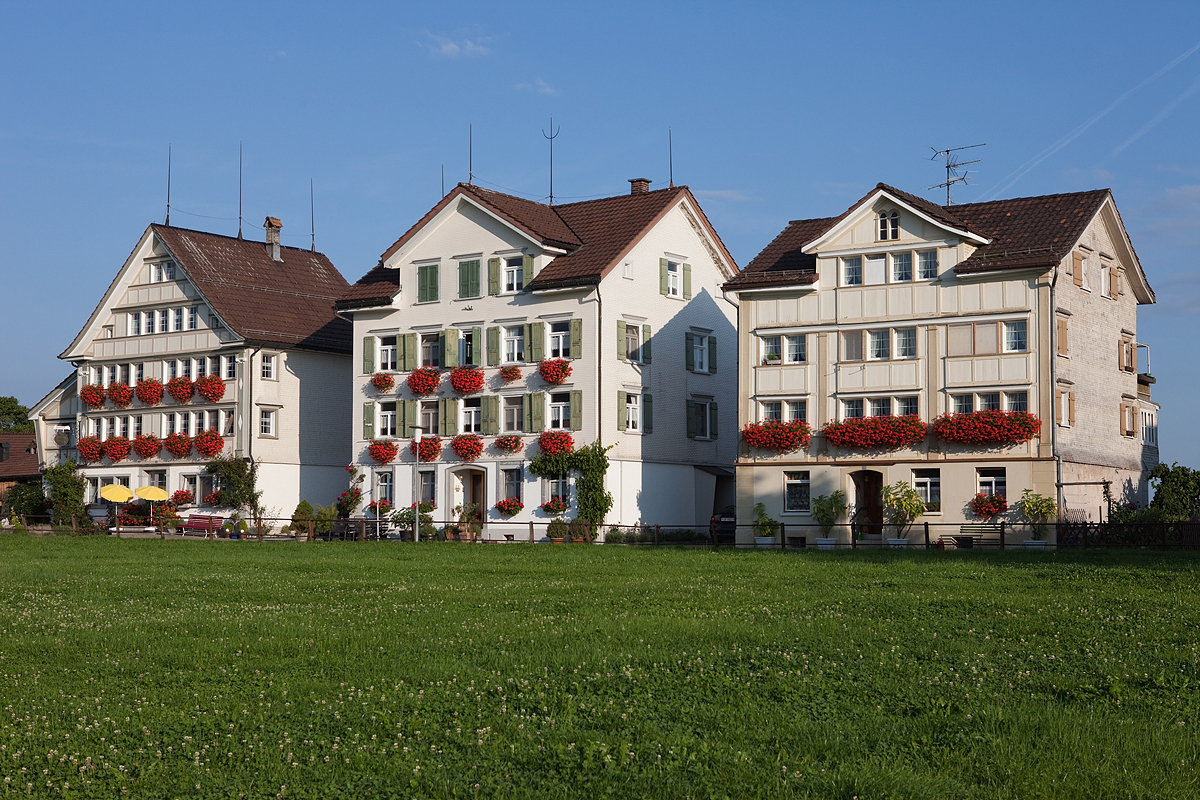
Im Dorf bei der Kirche
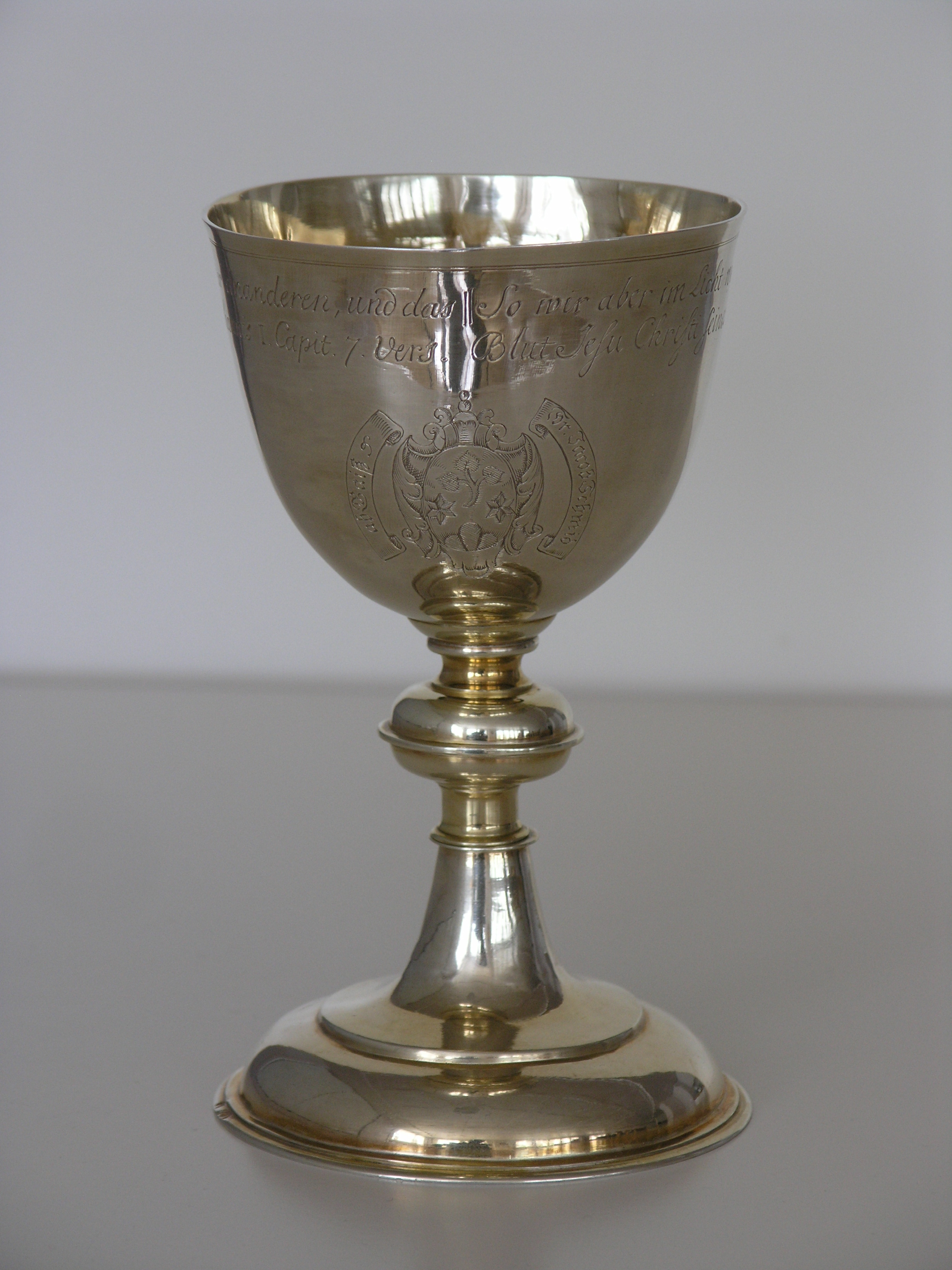
Abendmahlskelch von 1750
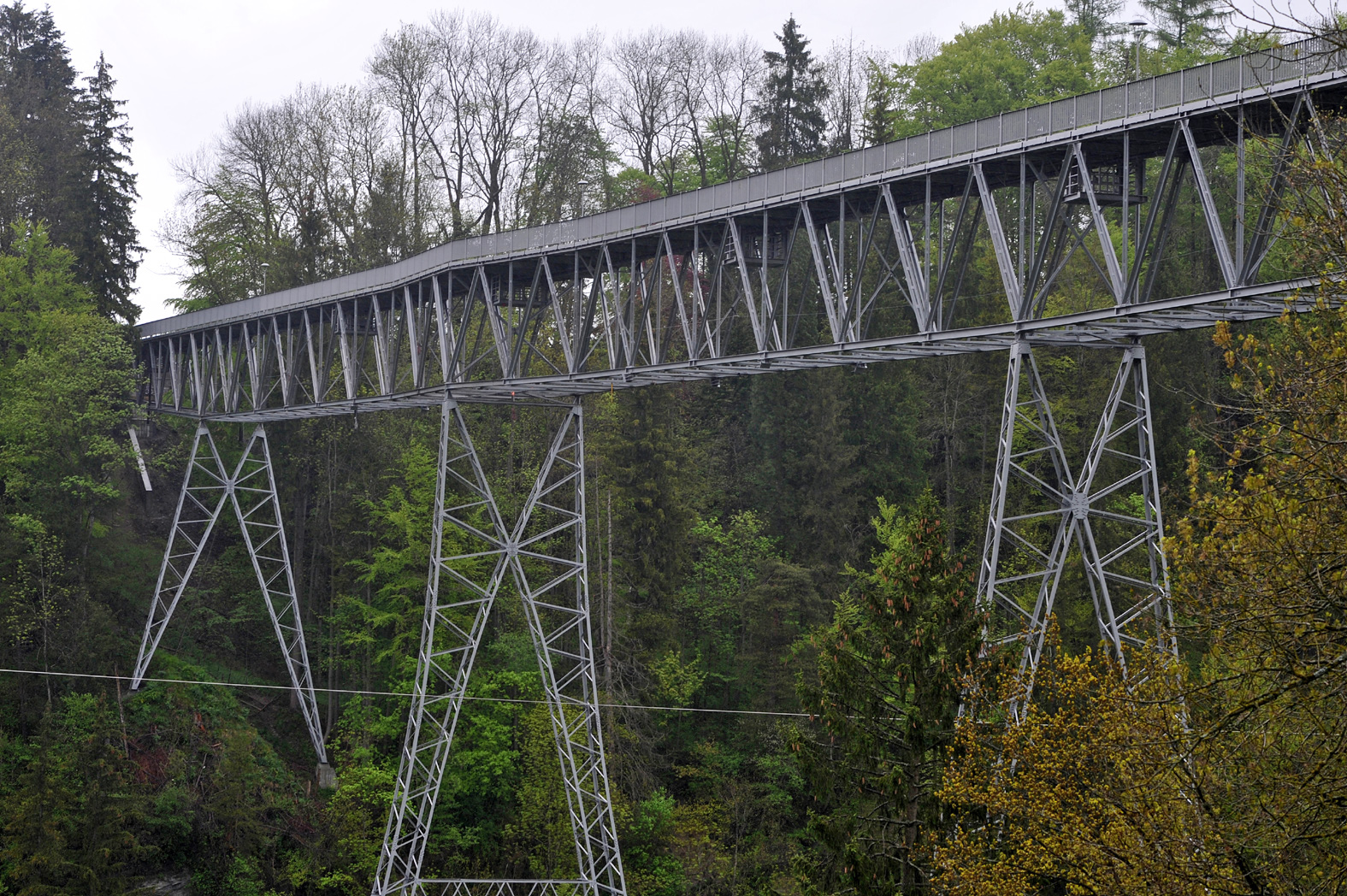
Haggenbrücke, die sogenannte Ganggelibrugg
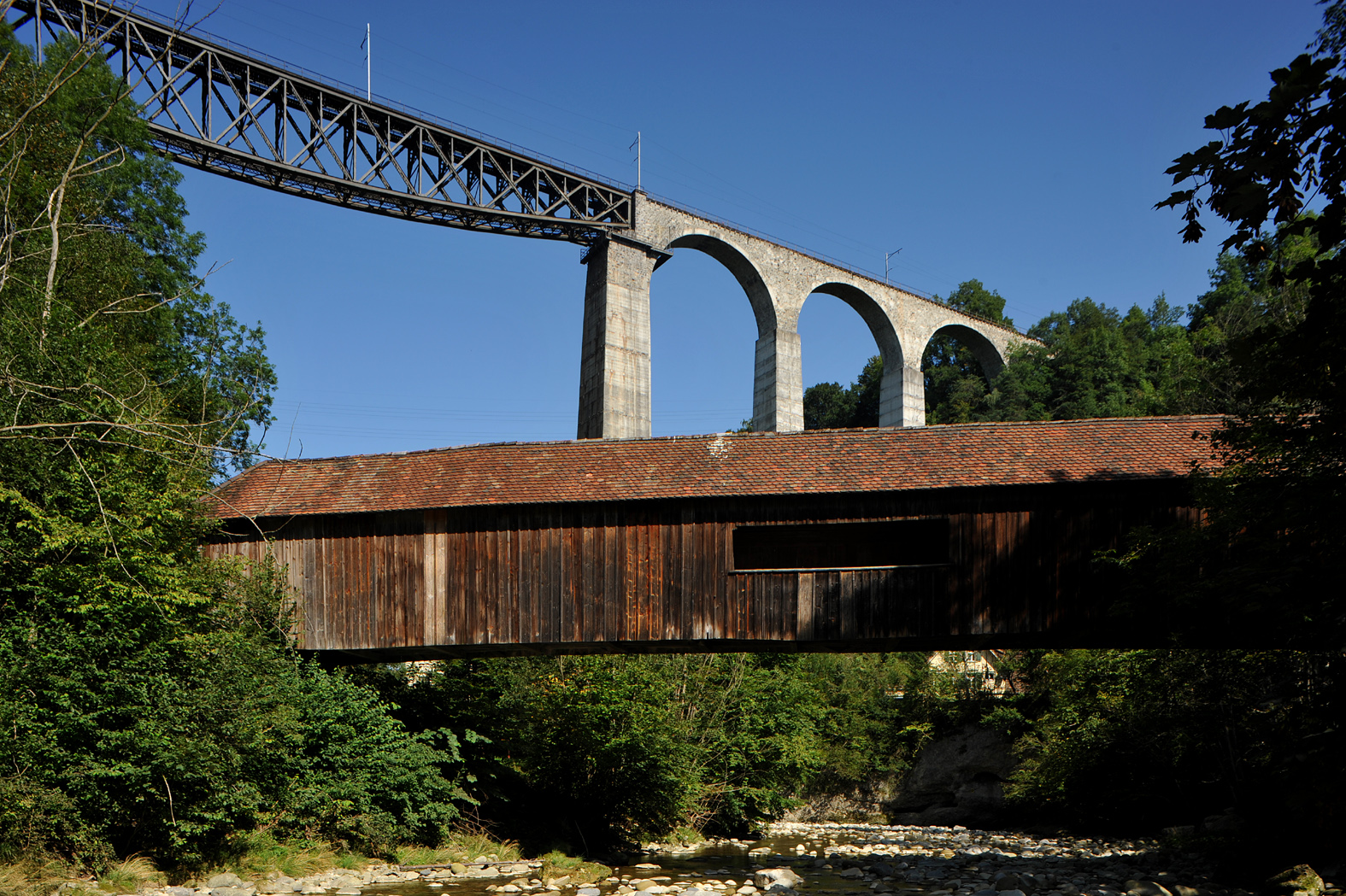
Kubelbrücke über die Urnäsch, oben der Sitterviadukt der Südostbahn
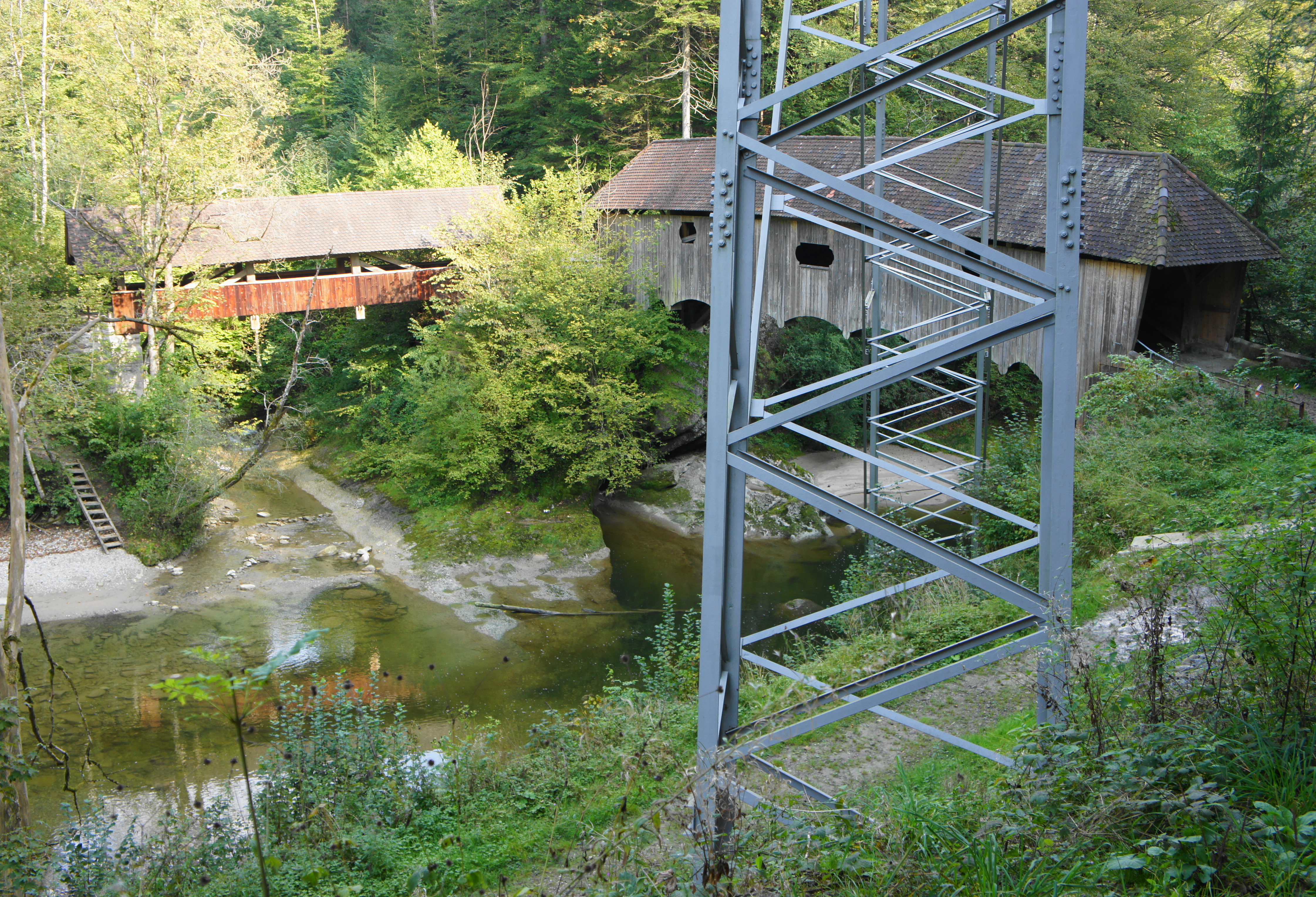
Hüslibrücken über Wattbach und Sitter